# Šajch Hasína Vadžídová
Šajch Hasína Wádžidová (* 28. září 1947, Tungipara, Dominium Pákistán) je bangladéšská politička, od ledna 2009 do srpna 2024 premiérka Bangladéše. Úřad zastávala po tři volební období; poprvé v letech 1996–2001, podruhé v letech 2009–14 a potřetí od roku 2014. Do rezignace po masivních protestech v srpnu 2024 byla nejdéle vládnoucí ženou v čele vlády na světě.

## Politická kariéra
V červenci 2007 byla Vadžídová zatčena kvůli obvinění z vydírání. V únoru 2008 však soud obvinění vůči ní zrušil.
Přes podezření z korupce dokázala v prosinci téhož roku zvítězit v parlamentních volbách. Porazila tak svou největší soupeřku, taktéž někdejší premiérku, Bégam Chálidu Zijáovou (v čele vlády stála v letech 1991–1996 a 2001–2006) z Bangladéšské národní strany. Vláda obou žen byla poznamenána rozsáhlou korupcí a špatným hospodařením. Zemi také destabilizovaly časté protesty.
Centristická Lidová liga vedená Vadžídovou jasně vyhrála i ve volbách v lednu 2014, které však poznamenalo násilí: minimálně 18 lidí bylo zabito, více než sto volebních místností bylo zapáleno.
Po návaznosti na masivní protesty v srpnu 2024 rezignovala a odletěla do Indie. Prozatímní vládu vytvořil šéf armády, generál Waker-uz-Zaman.